# La Alcarria

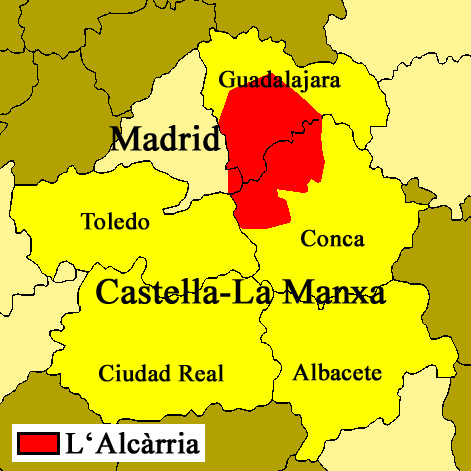
Localització de La Alcarria.

La Alcarria és una comarca natural castellana situada al nord-est de la Meseta Sud, que ocupa el centre i el sud de la província de Guadalajara, part del nord-oest de la de Conca i del sud-est de la de Madrid.
És coneguda per la novel·la de Camilo José Cela Viaje a La Alcarria, per la seva mel amb denominació d'origen i pel xai de raça alcarreña.
Limita al nord amb la comarca de la Serra Nord de Guadalajara, a l'est amb el Señorío de Molina-Alto Tajo i la Serranía de Cuenca, que també hi limita al sud juntament amb la Manxa, també amb la Mesa de Ocaña, i a l'oest, amb La Campiña i la comarca d'Aranjuez. La travessen el Tajo i els seus afluents Cifuentes, Guadamajud, Guadiela, Henares, Tajuña i d'altres de menor importància.
Les poblacions més importants són Brihuega, Cifuentes, Chinchón, Huete, Pastrana, Priego i Sacedón. La ciutat de Guadalajara es troba entre La Campiña i La Alcarria, tot i això és considerada la capital de La Alcarria. La seva població es troba dispersa en petites poblacions, moltes de les quals no superen els 200 habitants, cosa que fa que tingui una densitat de població molt baixa.

## Alcarria conquense
Està formada pels municipis d'Albalate de las Nogueras, Albendea, Alcantud, Arandilla del Arroyo, Alcohujate, Arrancacepas, Barajas de Melo, Buciegas, Buendía, Canalejas del Arroyo, Cañaveruelas, Cañaveras, Castejón, Castillo-Albaráñez, Gascueña, Huete, Huelves, La Peraleja, Leganiel, Olmeda de la Cuesta, Olmedilla de Eliz, Paredes de Melo, Pineda de Gigüela, Portalrubio de Guadamejud, Priego, Puebla de Don Francisco, Saceda-Trasierra, Salmeroncillos, San Pedro Palmiches, Tinajas, Torralba, Torrejoncillo del Rey, Los Valdecolmenas, Valdeolivas, Vellisca, Villanueva de Guadamejud, Villalba del Rey, Villar de Domingo García, Villar y Velasco, Villar del Infantado, Villarejo de la Peñuela, Villas de la Ventosa i Vindel.

## Alcarria de Guadalajara
Alaminos, Alarilla, Albalate de Zorita, Albares, Alhóndiga, Alique, Almadrones, Almoguera, Almonacid de Zorita, Aranzueque, Archilla, Argecilla, Armuña de Tajuña, Atanzón, Auñón, Barriopedro, Brihuega, Baides, Berninches, Budia, Bujalaro, Cifuentes, Casa de Uceda, Casas de San Galindo, Durón, Escamilla, Escariche, Fuentelencina, Fuentenovilla, Gajanejos, Guadalajara, Hita, Horche, Illana, Jadraque, Las Inviernas, Lupiana, Málaga del Fresno, Mandayona, Mazuecos, Mondéjar, Pareja, Pastrana, Peñalver, Pioz, Robledillo de Mohernando, Romanones, Sacedón, Salmerón, Sayatón, Tendilla, Torija, Trijueque, Trillo, Utande, Yebes, Yebra, Yélamos de Arriba, Yélamos de Abajo, Zarzuela de Jadraque i Zorita de los Canes.

## Alcarria madrilenya
Alcalá de Henares, Ambite, Anchuelo, Arganda del Rey, Belmonte de Tajo, Brea de Tajo, Carabaña, Chinchón, Colmenar de Oreja, Corpa, Estremera, Fuentidueña de Tajo, Loeches, Mejorada del Campo, Morata de Tajuña, Nuevo Baztán, Olmeda de las Fuentes, Orusco de Tajuña, Perales de Tajuña, Pezuela de las Torres, Pozuelo del Rey, Rivas-Vaciamadrid, Santorcaz, Los Santos de la Humosa, Tielmes, Titulcia, Torres de la Alameda, Valdaracete, Valdelaguna, Valdilecha, Valverde de Alcalá, Velilla de San Antonio, Villaconejos, Villalbilla, Villamanrique de Tajo, Villar del Olmo i Villarejo de Salvanés.